# Campeonato Asiático de Judo de 2008
El XX Campeonato Asiático de Judo se celebró en Ciudad de Jeju (Corea del Sur) entre el 23 y el 27 de abril de 2008 bajo la organización de la Unión Asiática de Judo.
En total se disputaron dieciséis pruebas diferentes, ocho masculinas y ocho femeninas.

## Resultados

### Masculino
| Evento            | Oro                          | Plata                               | Bronce                                                           |
| ----------------- | ---------------------------- | ----------------------------------- | ---------------------------------------------------------------- |
| –60 kg            | Hiroaki Hiraoka Japón        | Masoud Hayi Ajondzadeh Irán         | Salamat Utarbayev · Kazajistán · Kim Kyong-Jin · Corea del Norte |
| –66 kg            | Arash Miresmaeili Irán       | Jashbaataryn Tsagaanbaatar Mongolia | Kim Joo-Jin Corea del Sur Mirali Sharipov Uzbekistán             |
| –73 kg            | Ali Maloumat Irán            | Rinat Ibragimov · Kazajistán        | Masahiko Otsuka Japón Gantömöriin Dashdavaa Mongolia             |
| –81 kg            | Kim Jae-Bum Corea del Sur    | Hamed Malekmohammadi Irán           | Takashi Ono Japón Erdenebileg Enjbat Mongolia                    |
| –90 kg            | Hiroshi Izumi Japón          | Jurshid Nabiev Uzbekistán           | Choi Sun-Ho Corea del Sur Hossein Ghomi Irán                     |
| –100 kg           | Asjat Zhitkeyev · Kazajistán | Jang Sung-Ho Corea del Sur          | Naidanguiin Tüvshinbayar Mongolia Utkir Kurbanov Uzbekistán      |
| +100 kg           | Abdullo Tangriyev Uzbekistán | Mohammad Reza Rodaki Irán           | Kim Sung-Beom Corea del Sur Shinya Katabuchi Japón               |
| Categoría abierta | Kim Sung-Min Corea del Sur   | Mahmud Reza Miran Irán              | Hiroki Tachiyama Japón Rudy Hachach Líbano                       |

### Femenino
| Evento            | Oro                           | Plata                         | Bronce                                                           |
| ----------------- | ----------------------------- | ----------------------------- | ---------------------------------------------------------------- |
| –48 kg            | Emi Yamagishi Japón           | Pak Ok-Song Corea del Norte   | Xiao Jun China Chung Jung-Yeon Corea del Sur                     |
| –52 kg            | Pak Myong-Hui Corea del Norte | Mönjbaataryn Bundmaa Mongolia | Sholpan Kaliyeva · Kazajistán · Shih Pei-Chun · China Taipéi     |
| –57 kg            | Kaori Matsumoto Japón         | Kang Sin-Young Corea del Sur  | Jishigbatyn Erdenet-Od Mongolia Choe Kyong-Sil Corea del Norte   |
| –63 kg            | Rina Kozawa Japón             | Kong Ja-Young Corea del Sur   | Won Ok-Im Corea del Norte Tümen-Odyn Battögs Mongolia            |
| –70 kg            | Masae Ueno Japón              | Park Ka-Yeon Corea del Sur    | Zhanar Zhanzunova · Kazajistán · Wang Haixia · China             |
| –78 kg            | Pan Yuqing China              | Jeong Gyeong-Mi Corea del Sur | Sayaka Anai Japón Pürevjargalyn Ljamdegd Mongolia                |
| +78 kg            | Mai Tateyama Japón            | Mariya Shekirova Uzbekistán   | Gulzhan Isanova · Kazajistán · Dorjgotovyn Tserenjand · Mongolia |
| Categoría abierta | Mika Sugimoto Japón           | Cho Hye-Jin Corea del Sur     | Mariya Shekirova Uzbekistán Dorjgotovyn Tserenjand Mongolia      |

## Medallero
| Núm. | País            | Oro | Plata | Bronce | Total |
| ---- | --------------- | --- | ----- | ------ | ----- |
| 1    | Japón           | 8   | 0     | 5      | 13    |
| 2    | Corea del Sur   | 2   | 6     | 4      | 12    |
| 3    | Irán            | 2   | 4     | 1      | 7     |
| 4    | Uzbekistán      | 1   | 2     | 3      | 6     |
| 5    | Kazajistán      | 1   | 1     | 4      | 6     |
| 6    | Corea del Norte | 1   | 1     | 3      | 5     |
| 7    | China           | 1   | 0     | 2      | 3     |
| 8    | Mongolia        | 0   | 2     | 8      | 10    |
| 9    | China Taipéi    | 0   | 0     | 1      | 1     |
| 9    | Líbano          | 0   | 0     | 1      | 1     |
|      | TOTAL           | 16  | 16    | 32     | 64    |